# 5, 6, 7, 8 – Bullenstaat!
5, 6, 7, 8 – Bullenstaat! ist ein Album der deutschen Punkrock-Band Die Ärzte und wurde nur auf Tourneen vertrieben. Auch beim ehemaligen Fanclub der Band war das Album erhältlich und wird dort wie auch auf der offiziellen Website der Band stets zum Download bereitgestellt.
Die CD ist der Nachfolger der 1995 als Vinyl veröffentlichten EP 1, 2, 3, 4 – Bullenstaat!, die ebenfalls nur bei Konzerten verkauft wurde. Die EP enthielt mehrere Coverversionen deutschsprachiger Songs aus Punk und New Wave sowie eine Neuaufnahme des Songs Paul vom Album Debil mit verändertem Text.
Für 5, 6, 7, 8 – Bullenstaat! wurden 25 Lieder aufgenommen, allerdings wurden McDonald’s und Ich bin glücklich bereits von Soilent Grün gespielt. Das Album wurde nur auf CD veröffentlicht und enthält die Titel der EP 1, 2, 3, 4 – Bullenstaat! als Bonustracks.
Bei den Platten-Labels Für immer Punk und State of Pigs Records wurden verschiedene Versionen des Albums 5, 6, 7, 8 Bullenstaat! als LPs veröffentlicht. So wurde bei der Version von Für immer Punk die EP einmal auf rotes und blaues Vinyl gepresst und enthält anstatt der Tracks von der EP 1, 2, 3, 4 Bullenstaat! die Songs eines Live-Mitschnitts der Ärzte, aus dem Jahre 1983. Diese Songs sind zum Großteil nie offiziell erschienen. Beide Versionen sind auf 500 LPs limitiert.
Eine inoffizielle Veröffentlichung des Labels State of Pigs beinhaltet die gleiche Tracklist des Albums, die bereits auf CD erschienen war, jedoch als LP und unter dem Namen 1, 2, 3, 4, 5, 6, 7, 8 Bullenstaat!; auch das Cover ist abgeändert.

## Titelliste
1. Punkbabies (Ärzte/Felsenheimer) – 0:41
2. West Berlin (Ärzte/Urlaub) – 0:44
3. McDonald’s (Felsenheimer) – 0:20
4. Bravopunks (Ärzte/Felsenheimer) – 1:15
5. A-Moll (Ärzte/Urlaub) – 0:30
6. Chile 3 (González) – 0:41
7. Elektrobier (Ärzte/Felsenheimer) – 1:20
8. Deutschland verdrecke (Ärzte/Felsenheimer) – 0:33
9. That’s Punkrock (Ärzte/Felsenheimer) – 1:01
10. Hass auf Bier (Ärzte/Felsenheimer) – 0:40
11. Bullenschwein (Ärzte/Felsenheimer) – 0:06
12. Cops Underwater (Ärzte/Urlaub) – 1:32
13. Ich bin ein Punk (Ärzte/Urlaub) – 0:41
14. Rockabilly War (Ärzte/Urlaub) – 0:39
15. Biergourmet (Ärzte/Felsenheimer) – 0:37
16. Widerstand (Ärzte/Urlaub) – 0:42
17. Killing Joke (Ärzte) – 1:08
18. Rache (Ärzte/Felsenheimer) – 0:19
19. Studentenmädchen (Ärzte/Felsenheimer) – 1:03
20. Geboren zu verlieren (Felsenheimer, Urlaub) – 1:17
21. Rockabilly Peace (Ärzte/Felsenheimer) – 0:49
22. Tränengas (Ärzte/Urlaub) – 0:59
23. ’tschuldigung Bier (Ärzte/Felsenheimer) – 1:21
24. Knüppelbullendub (Ärzte) – 1:41
25. Ich bin glücklich (Urlaub) – 1:15

### Bonustracks (EP1, 2, 3, 4 – Bullenstaat!)
1. 12XU (Lest die Prawda) (Bruce Gilbert, Graham Lewis, Colin Newman, Robert Gotobed) – 1:18 (Originalinterpret: Wire)
2. Ihr Helden (Peter Blümer) – 1:25 (Originalinterpret: Hass)
3. I Hate Hitler (Stéphane Larsson) – 0:41 (Originalinterpret: The Buttocks)
4. Samen im Darm (Michael Reimann, Frank Bekedorf, Frank Schrader, Thomas Tier) – 4:02 (Originalinterpret: Cretins)
5. BGS (Bundesgrenzschutz) (Stéphane Larsson) – 1:03 (Originalinterpret: The Buttocks)
6. Kein Problem (Horst Illing/Ernst-August Wehmer) – 2:58 (Originalinterpret: Rotzkotz)
7. Tittenfetischisten (Brutal Glöckel Terror) – 0:08 (Originalinterpret: Brutal Glöckel Terror)
8. Paul (Urlaub) – 3:00
9. So froh (DP/Timo Blunck, Detlef Diederichsen) – 0:23 (Originalinterpret: Ede & Die Zimmermänner)